# 長野県道63号松本塩尻線
長野県道63号松本塩尻線（ながのけんどう63ごう まつもとしおじりせん）は、長野県松本市から塩尻市に至る県道（主要地方道）である。

## 概要
長野県松本市で国道143号との深志二丁目交差点を起点とし、弘法山古墳の山麓を通り抜け、松本盆地の東側山沿いを南下、塩尻市に入ると集落の中を走り、国道20号（塩尻バイパス）との交差を経て、国道153号との日ノ出町交差点を終点とする。
松本市街地を抜けて塩尻市街地まで信号が少なく、道路も整備されている。塩尻市片丘の集落付近は道路が狭く見通しが悪いところがあり、桟敷交差点の北側から同市広丘高出の長野道西側に位置する県道新茶屋塩尻線との合流点まで、片丘バイパスを整備する計画がある。

### 路線データ
- 起点：松本市深志（国道143号交点）
- 終点：塩尻市大門五番町（国道153号交点）

## 歴史
- 1982年（昭和57年）4月1日：建設省が宮村六道松本線、新茶屋塩尻線の一部を主要地方道松本塩尻線へ指定[1]。
- 1982年（昭和57年）9月13日：松本塩尻線の認定。
- 1993年（平成5年）5月11日 - 建設省から、県道松本塩尻線が松本塩尻線として主要地方道に再指定される[2]。

## 路線状況

### 重複区間
- 国道143号（松本市深志・深志二丁目交差点 - 松本市深志・市民芸術館西交差点）
- 長野県道297号兎川寺鎌田線（松本市筑摩）
- 長野県道288号新茶屋塩尻線（塩尻市片丘・宮村交差点 - 塩尻市大門五番町・日ノ出町交差点）

## 地理

### 通過する自治体
- 松本市
- 塩尻市

### 交差する道路

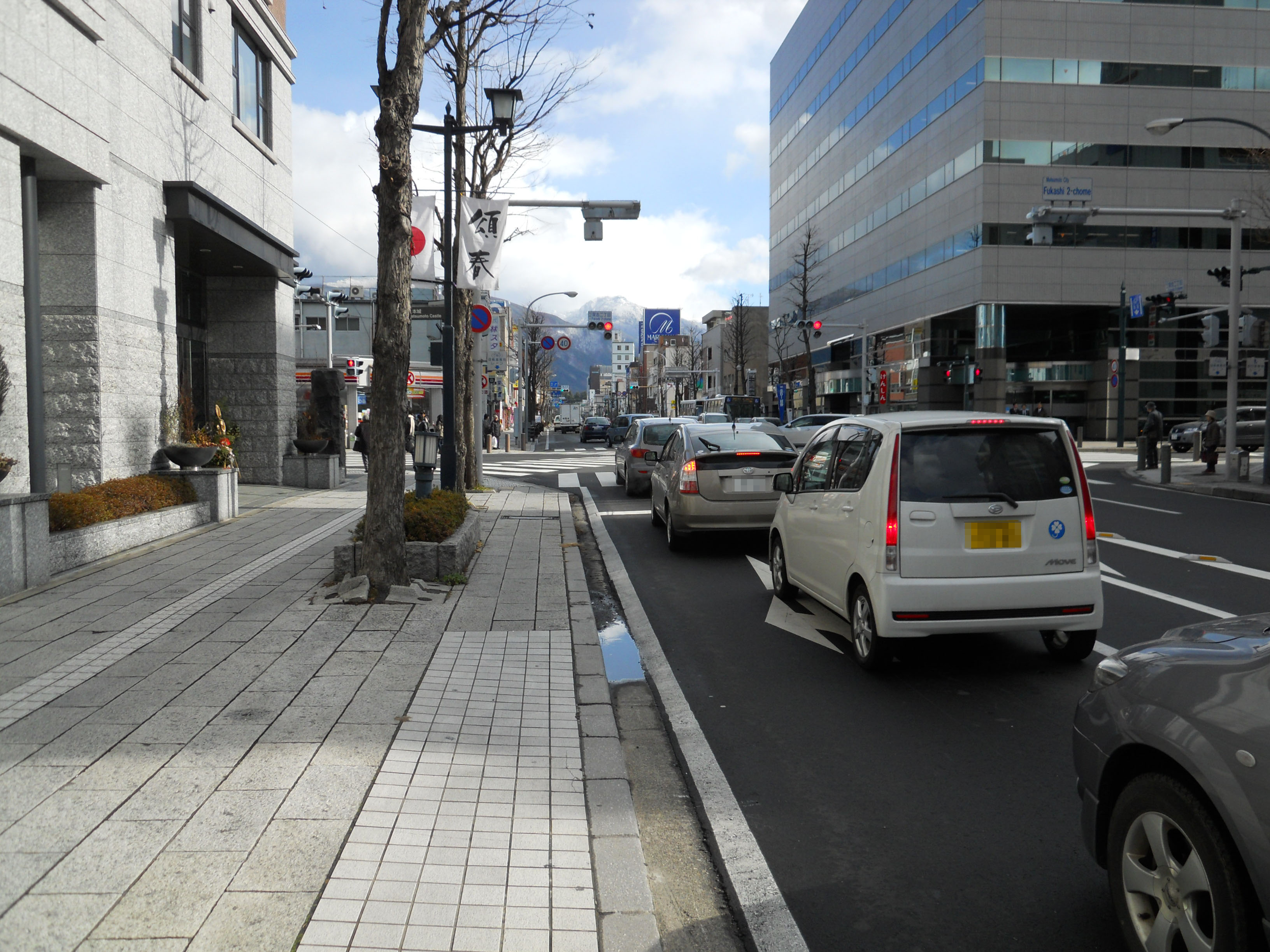
深志二丁目交差点（起点）

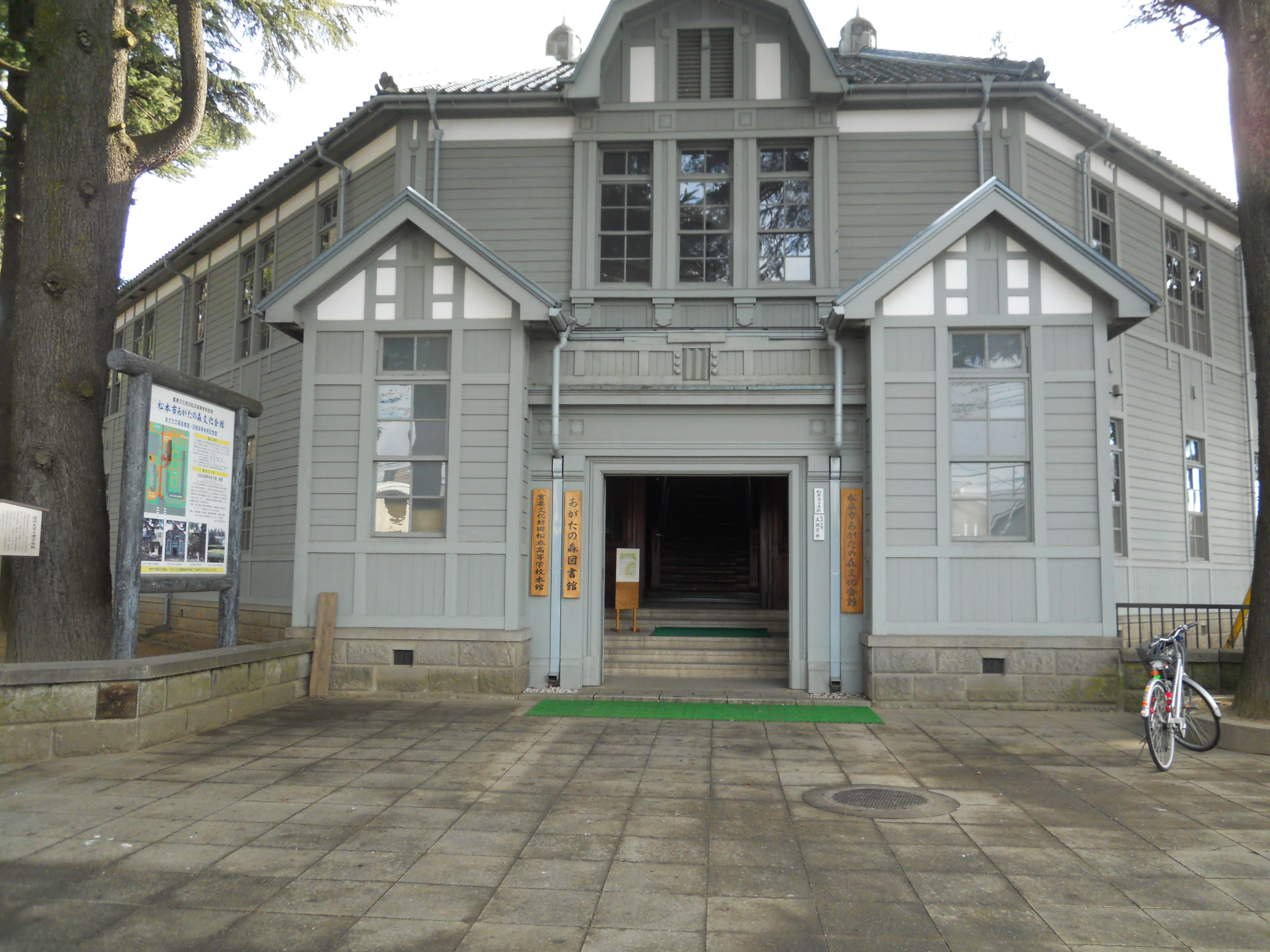
あがたの森図書館（旧松本高等学校本館）

- 国道143号上・長野県道295号平田新橋線（松本市深志・深志二丁目交差点、起点）
- 国道143号（松本市深志・市民芸術館西交差点）
- 長野県道297号兎川寺鎌田線（松本市筑摩）
- 長野県道297号兎川寺鎌田線（松本市筑摩）
- 長野県道287号町村白川村井停車場線（松本市中山）
- 長野県道289号寺村南松本停車場線（松本市内田）
- 長野県道290号南原広丘停車場線（塩尻市片丘・南内田立石交差点）
- 長野県道288号新茶屋塩尻線（塩尻市片丘・宮村交差点）
- 国道20号 塩尻バイパス（塩尻市桟敷・桟敷交差点）
- 国道153号・長野県道288号新茶屋塩尻線（塩尻市大門五番町・日ノ出町交差点、終点）

### 沿線にある施設など
路線沿いには松商学園高校、牛伏寺、馬場家邸宅跡などがある。
- まつもと市民芸術館
- 松本市美術館
- 松本秀峰中等教育学校
- あがたの森公園、旧制松本高等学校（松本市あがたの森文化会館）
- 松商学園高等学校
- 松本市立源池小学校
- 筑摩神社
- 富士電機
- 長野県松本工業高等学校
- 若宮八幡宮（松本市筑摩3-6-2）
- 松本市立開成中学校
- 弘法山古墳
- 松本市立中山小学校
- 松本市立考古博物館
- 長野県寿台養護学校
- 松本市立明善中学校、松本市立明善小学校
- 牛伏寺
- 馬場家住宅
- 大宮八幡宮
- 塩尻市立片丘小学校
- 島崎家住宅（重要文化財・塩尻市片丘8066-1）
- 小松家住宅（重要文化財・塩尻市片丘9038）